# Aethopyga latouchii
Aethopyga latouchii är en fågelart i familjen solfåglar inom ordningen tättingar.

## Utbredning och systematik
Fågeln förekommer i östra Asien och delas in i två underarter med följande utbredning:
- A. l. latouchii – sydöstra Kina (östra Sichuan österut till Fujian, söderut till Guangxi och Guangdong), norra Vietnam och centrala Laos
- A. l. sokolovi – södra Vietnam

Den betraktas oftast som underart till saxstjärtad solfågel (Aethopyga christinae), men urskiljs sedan 2016 som egen art av Birdlife International och IUCN.

## Status
Den kategoriseras av IUCN som livskraftig.